# Postřelmov
Postřelmov (en allemand : Gross Heilendorf) est une commune du district de Šumperk, dans la région d'Olomouc, en Tchéquie. Sa population s'élevait à 2 962 habitants en 2025.

## Géographie
Postřelmov se trouve à 4 km au nord-est de Zábřeh, à 9 km au sud-sud-ouest de Šumperk, à 43 km au nord-ouest d'Olomouc et à 179 km à l'est-sud-est de Prague.
La commune est limitée par Chromeč et Bludov au nord, par Sudkov et Kolšov à l'est, par Lesnice et Zábřeh au sud, et par Rovensko et Postřelmůvek à l'ouest.

## Histoire
La première mention écrite de la localité date de 1349.

## Galerie

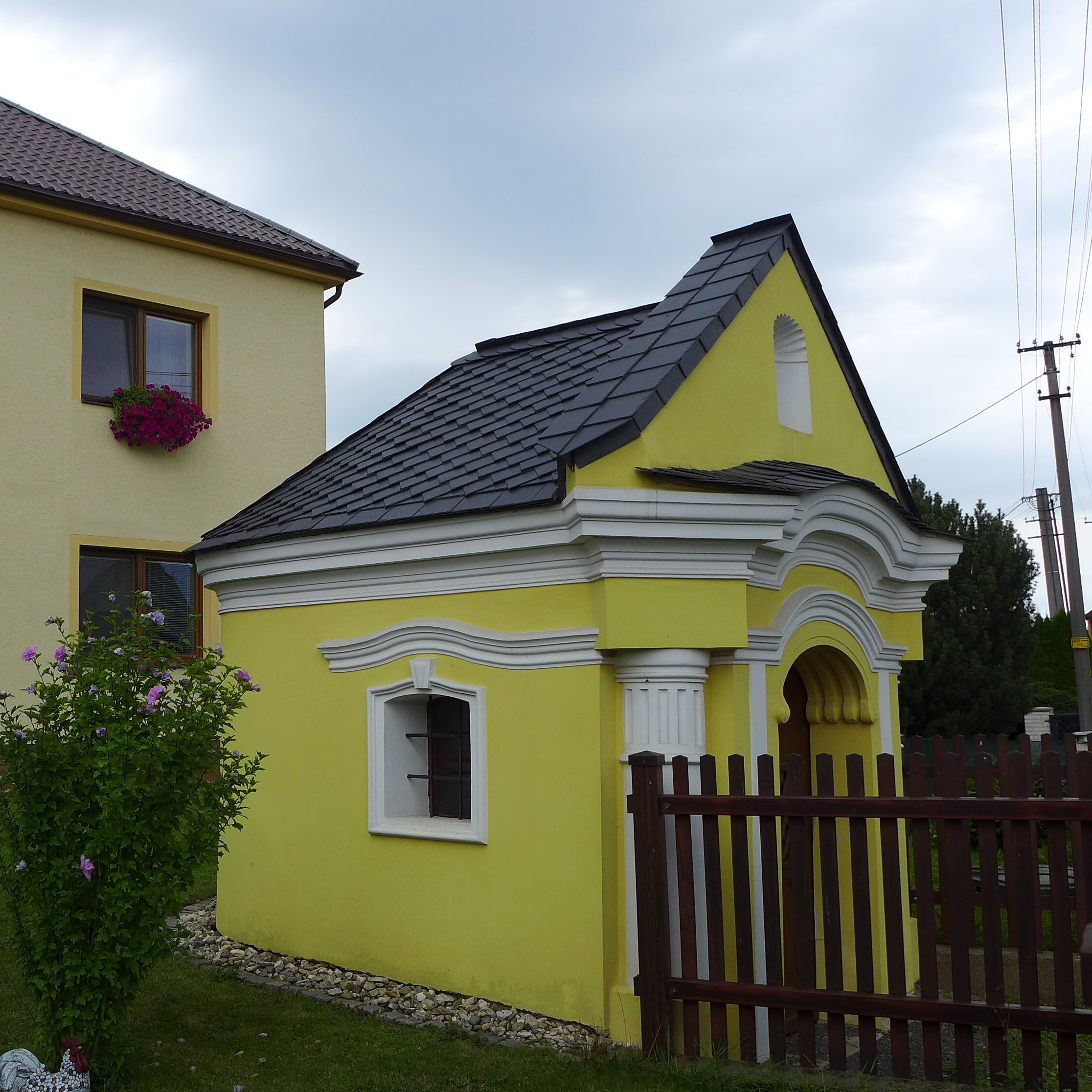
Chapelle de l'Assomption de la Vierge Marie.
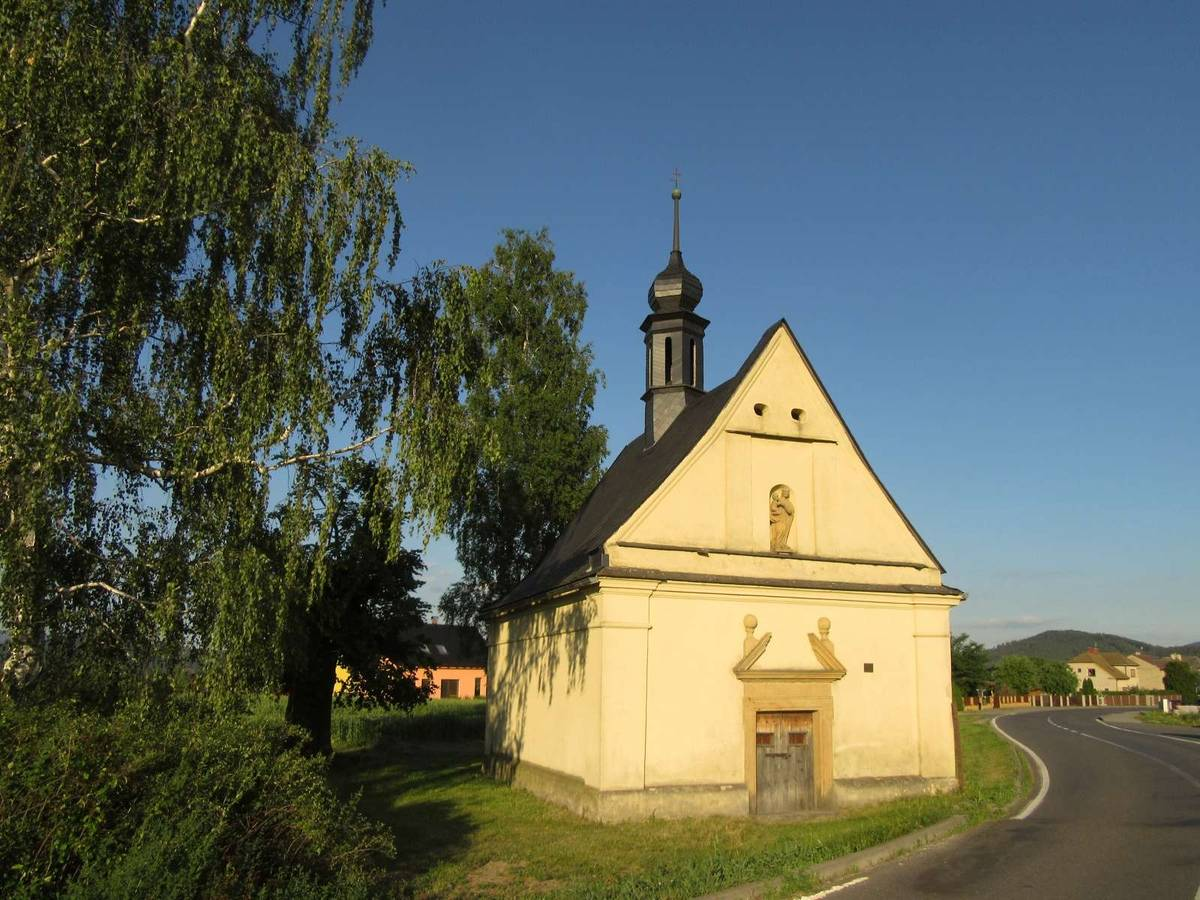
Chapelle Saint-Procope.
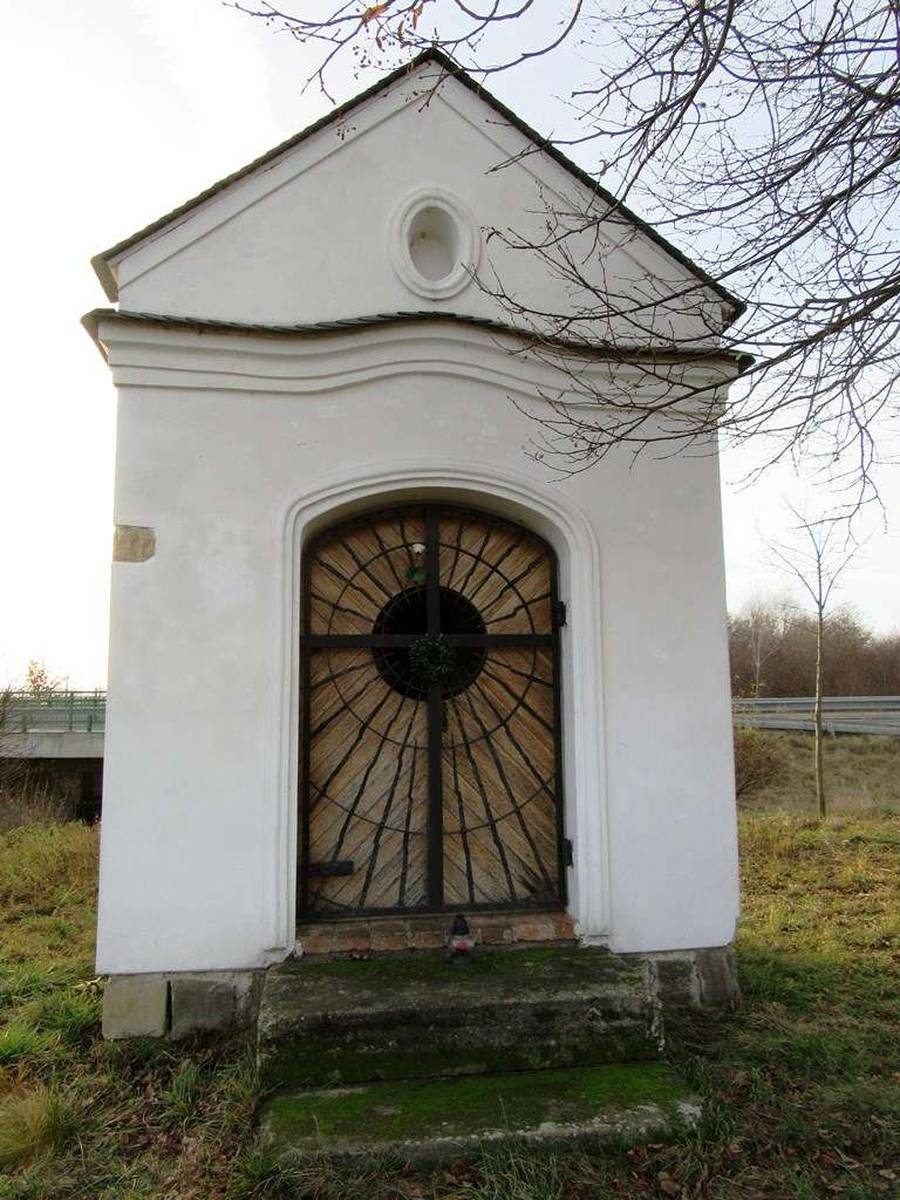
Chapelle Saint-François d'Assise.

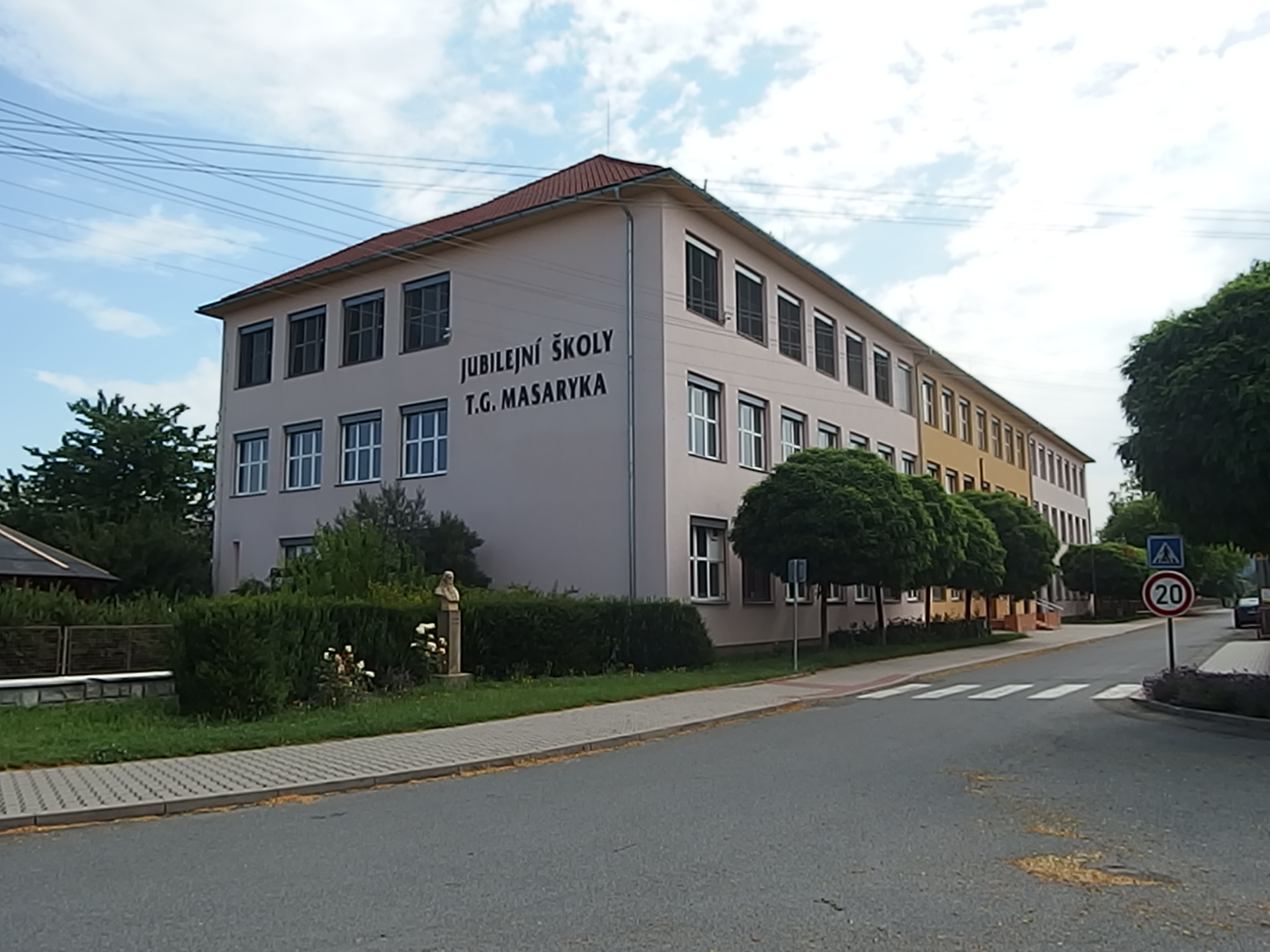
École à Postřelmov.
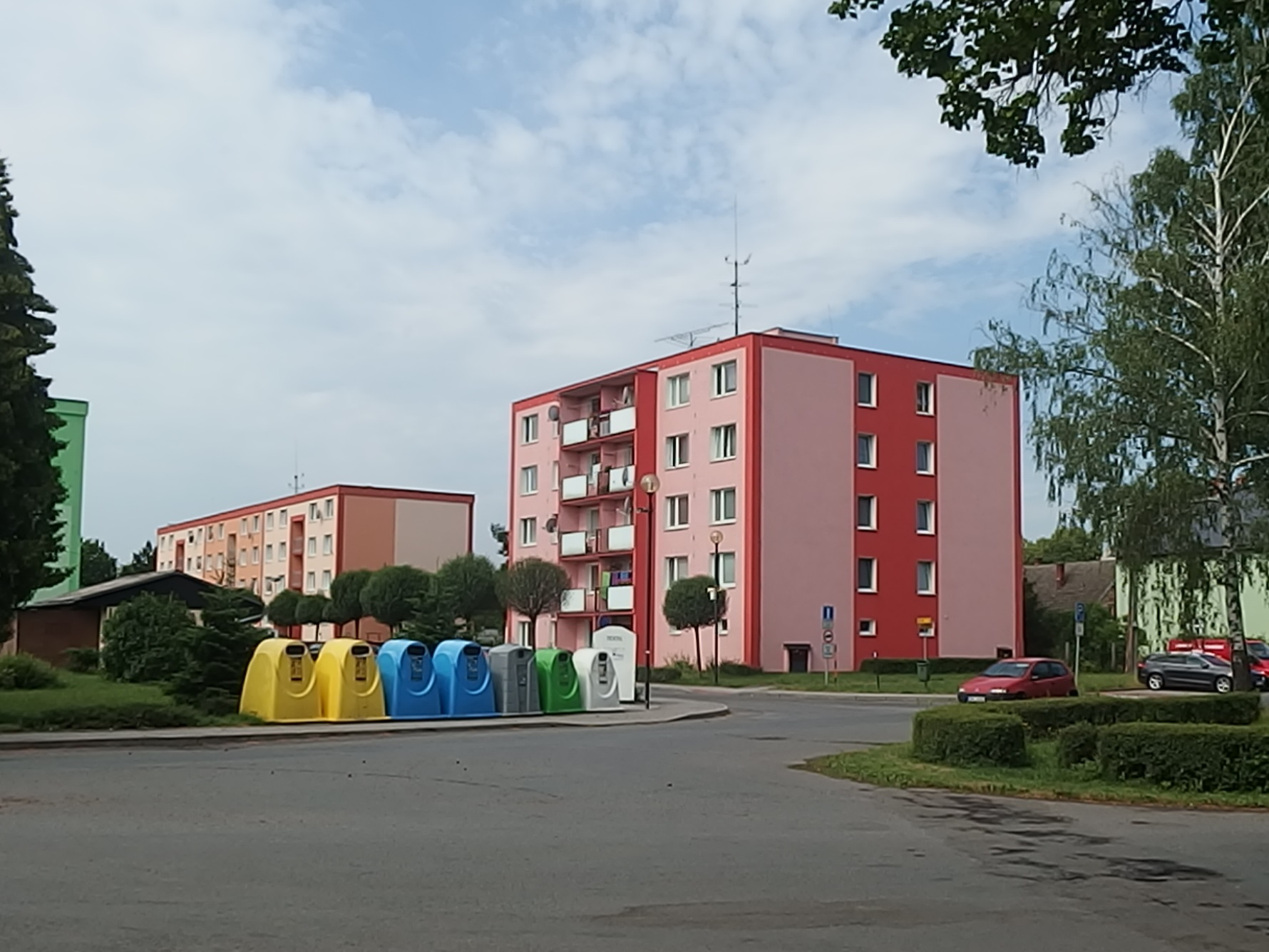
Immeubles résidentiels.

## Transports
Par la route, Postřelmov se trouve à 9,5 km de Šumperk, à 49 km d'Olomouc et à 233 km de Prague.